# Ричардс, Родель
Родель Курай Ричардс (англ. Rodel Kurai Richards; род. 5 сентября 2000, Лондон) — английский футболист, нападающий

## Биография
Ричардс является воспитанником «Тоттенхэм Хотспур» из родного города Лондон, где играл за молодежные команды начиная с U-18 до U-23, но в первую команду так и не пробился и покинул клуб летом 2021 года. В следующем году он присоединился к болгарской команде «Хебыр», но за следующий сезон и здесь не провел ни одной игры в первой команде, после чего покинул клуб.
В октябре 2022 года Ричардс подписал трехлетний контракт с полтавской «Ворсклой». 19 октября 2022 года Ричардс дебютировал на профессиональном уровне в украинской Премьер-лиге, выйдя на замену в концовке игры вместо Марлисона в игре против львовского «Руха» (0:1).